# Barry Sloane
Barry Sloane (nascido Barry Paul Sloan; Liverpool, 10 de fevereiro, 1981) é um ator inglês. Ele já apareceu em vários programas de televisão. Em dezembro de 2007, ele interpretou o Serial killer Niall Rafferty em Hollyoaks, o que lhe rendeu três indicações ao prêmio BAFTA Award. Em 2010, ele apareceu na série de drama policial ITV DCI Banks e mais tarde naquele ano, ele também interpretou Kieran Callaghan na série de drama médico Holby City, da BBC. Em julho de 2012, Sloane foi escalado como Aiden Mathis na série de televisão dramática americana Revenge.

## Início da vida
Barry nasceu em Liverpool. Originalmente, ele queria ser o próximo Liam Gallagher. Como música era a sua paixão, ele entrou direto para a faculdade de música. Seu principal instrumento é o contra-baixo, mas também toca bateria e guitarra.
Em entrevista disse: “Música definitivamente tem algo a ver com a minha identidade além do futebol. Eu nunca ia ser o nível de Steven Gerrard no futebol, então eu pensei que eu ia ser o próximo Liam Gallagher, em vez disso!”
Conquistou sucesso no seu primeiro papel como ator profissional, como Ivan no filme: In His Life: The John Lennon Story.

## Carreira
No verão de 2009 Sloane apareceu como Troy Whitworth em Jerusalém no Jerwood Theatre Downstairs, foi aclamado pela critica na peça. A peça foi transferida para West End em janeiro de 2010, depois foi anunciado que iria se transferir mais uma vez, desta vez para a Broadway. Ele fez sua estreia em Jerusalém na Broadway no Music Box Theatre em Nova York, em 4 de fevereiro de 2011. Sloane estrelou Joseph Ruben filme de suspense em 2013 Penthouse ao lado de Michael Keaton e Michelle Monaghan. Em 28 de fevereiro de 2012, foi relatado que Sloane tinha aterrado o protagonista masculino no ABC / 20 piloto de drama Gotham, nopapel de Boyo. Em 10 de Julho de 2012, Sloane se juntou ao elenco do ABC série dramática Revenge como Aiden Mathis, um homem misterioso com laços com Emily Thorne passado. Foi anunciado em 23 de outubro de 2012, que tinha sido promovido à série regular.

## Vida pessoal
Sloane é casado com Katy O'Grady, a vice-campeã da terceira série da Sky One programa Project Catwalk. O casal não aceitou presentes no casamento, mas em vez disso pediu convidados para dar doações de caridade. Eles tiveram uma filha, Bluebell Gracie Sloane, em 2010.

## Filmografia

### Filme
| Ano  | Título                               | Papel         | Nota      |
| ---- | ------------------------------------ | ------------- | --------- |
| 2000 | John Lennon, O Mito                  | Ivan          | Telefilme |
| 2003 | Pleasureland                         | Darren        | Telefilme |
| 2004 | I'm a Juvenile Delinquent – Jail Me! | Piers         | Telefilme |
| 2007 | The Mark of Cain                     | Glynn         |           |
| 2013 | Penthouse North                      | Chade         |           |
| 2014 | Noé                                  | Caçador líder |           |

### Televisão
| Ano       | Título          | Papel            | Notas                              |
| --------- | --------------- | ---------------- | ---------------------------------- |
| 2002-2003 | Brookside       | Sean Smith       | 65 episódios                       |
| 2004      | The Courtroom   | Barry Potter     | 2 episódios                        |
| 2004      | Holby City      | Kevin Sharpe     | Episódio: "Um Sentimento de Culpa" |
| 2007-2008 | Hollyoaks       | Niall Rafferty   | 90 episódios                       |
| 2010      | Hollyoaks Later | Niall Rafferty   | 4 episódios                        |
| 2010      | Casualty        | Davey Blake      | Episódio: "Dark Places"            |
| 2010      | The Bill        | Josh Caça        | Episódio: "Duty Calls"             |
| 2010      | DCI Banks       | Jackie Wray      | 2 episódios                        |
| 2010-2011 | Holby City      | Kieran Callaghan | 8 episódios                        |
| 2012      | Gotham          | Boyo             | Piloto não exibido                 |
| 2012-2014 | Revenge         | Aiden Mathis     | Elenco principal                   |
| 2013      | Father Brown    | Simeon Barnes    | Episódio: "The Hammer of God"      |
| 2015      | The Whispers    | Wes Lawrence     | Elenco principal                   |

### Videogames
| Ano  | Título                                                     | Papel           | Notas                      |
| ---- | ---------------------------------------------------------- | --------------- | -------------------------- |
| 2019 | Call of Duty: Modern Warfare                               | Cpt. John Price | Voz e captura de movimento |
| 2022 | Call of Duty: Modern Warfare 2                             | Cpt. John Price | Voz e captura de movimento |
| 2023 | Call of Duty: Modern Warfare III (jogo eletrônico de 2023) | Cpt. John Price | Voz e captura de movimento |

### Teatro
| Ano  | Título    | Papel          | Notas                                                |
| ---- | --------- | -------------- | ---------------------------------------------------- |
| 2009 | Jerusalém | Troy Whitworth | Jerwood Theatre Downstairs 13 julho - 22 agosto 2009 |
| 2010 | Jerusalém | Troy Whitworth | Apollo Theatre 28 janeiro - 24 abril 2010            |
| 2011 | Jerusalém | Troy Whitworth | Music Box Theatre 21 abril - 21 agosto 2011          |